# ساب-بیس

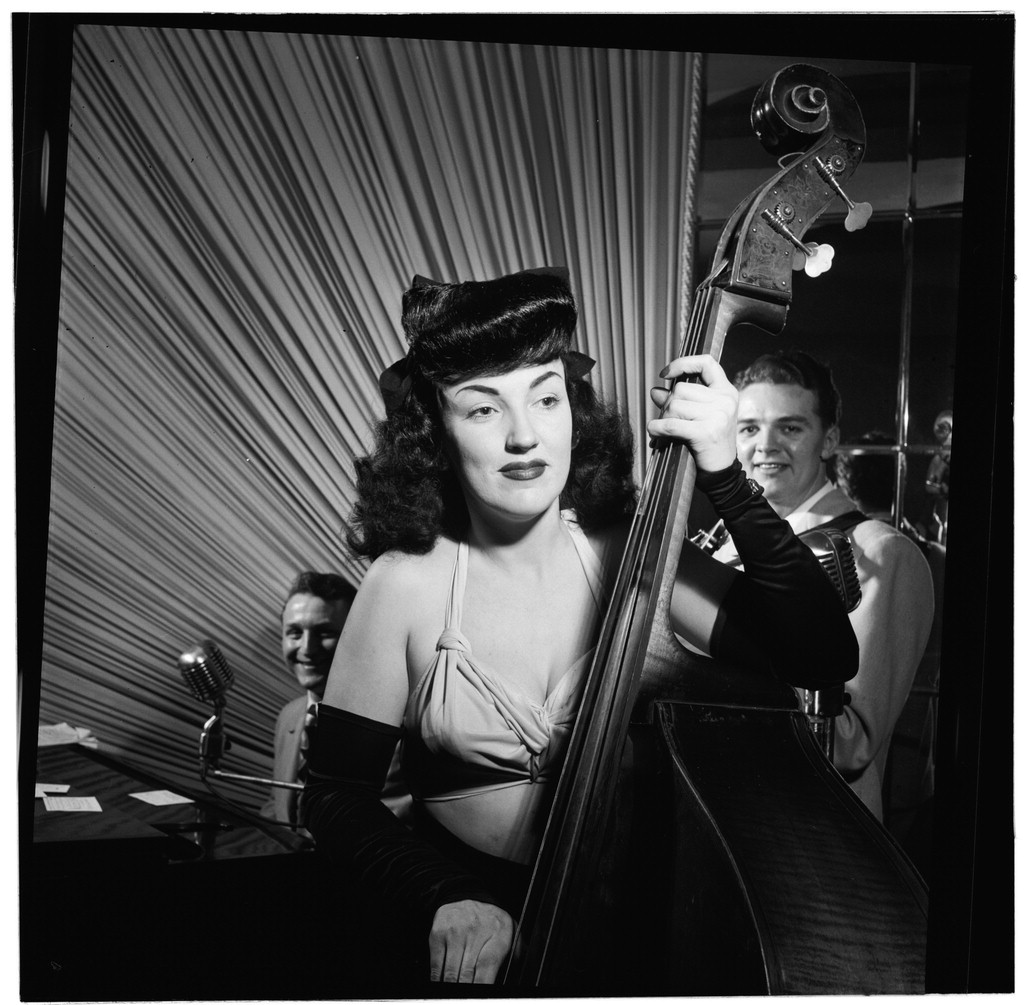
نواختن ویولون سل توسط یک نوازنده زن

ساب-بیس (انگلیسی: Sub-bass) صدایی عمیق در قسمت پایین زیر و بم و زیر ۶۰ هرتز تا ۲۰ هرتز، که پایین‌ترین فرکانس شنیدن برای انسان است. چون گوش انسان چندان به این فرکانس‌ها حساس نیست، صدا در این بازه بیشتر احساس می‌شود تا اینکه شنیده شود.